# Аньикур-э-Сешель
Аньикур-э-Сеше́ль (фр. Agnicourt-et-Séchelles) — коммуна во Франции, находится в регионе Пикардия. Департамент коммуны — Эна. Входит в состав кантона Марль. Округ коммуны — Лан.
Код INSEE коммуны — 02004.

## Население
Население коммуны на 2010 год составляло 207 человек.
| 1962 | 1968 | 1975 | 1982 | 1990 | 1999 | 2010 |
| ---- | ---- | ---- | ---- | ---- | ---- | ---- |
| 294  | 248  | 238  | 224  | 209  | 211  | 207  |

## Экономика
В 2010 году среди 127 человек трудоспособного возраста (15—64 лет) 86 были экономически активными, 41 — неактивными (показатель активности — 67,7 %, в 1999 году было 65,0 %). Из 86 активных жителей работали 68 человек (44 мужчины и 24 женщины), безработных было 18 (8 мужчин и 10 женщин). Среди 41 неактивных 8 человек были учениками или студентами, 10 — пенсионерами, 23 были неактивными по другим причинам.

## Достопримечательности
- Собор святого Медара в Аньикуре (фр.), построенный в 12 веке, является историческим памятником Франции
- Церковь святого Агапита в Сешеле (фр.)